# Andrej Šupka
Andrej Šupka (22 de janeiro de 1977) é um futebolista profissional eslovaco que atua como defensor.

## Carreira
Andrej Šupka representou a Seleção Eslovaca de Futebol, nas Olimpíadas de 2000. 